# Distretto urbano di Njombe
Il distretto urbano di Njombe è un distretto della Tanzania situato nella regione di Njombe. È suddiviso in 11 circoscrizioni (wards) e conta una popolazione di 85 747 abitanti (censimento 2012).
Elenco delle circoscrizioni:
- Ihanga
- Iwungilo
- Kifanya
- Lugenge
- Luponde
- Makowo
- Matola
- Mjimwema
- Njombe Mjini
- Ramadhani
- Utalingolo
- Uwemba
- Yakobi